# Verband der Debattierclubs an Hochschulen
Der Verband der Debattierclubs an Hochschulen e. V. (VDCH) ist der im Jahr 2001 gegründete Dachverband für universitäre Debattierclubs in Ländern und Regionen Europas, in denen Deutsch gesprochen wird. Dem VDCH gehören über 70 Vereine und etwa 4000 Mitglieder aus Deutschland, Österreich, der Schweiz, Italien, Schweden, England, Frankreich und den Niederlanden an. Der Verband hat seinen Sitz in Berlin.

## Aktivitäten
Der VDCH unterstützt seine Mitgliedsvereine und neue Initiativen zur Gründung von Debattierclubs und setzt sich für die Anerkennung des Debattierens im Allgemeinen ein. Er ist Veranstalter einer Serie von Debattierturnieren, den Campus-Debatten (bis 2018: Zeit Debatten). Der Verband ist Mittler zwischen den Debattierclubs, der Öffentlichkeit, Sponsoren und Unterstützern.
Der Präsident des Verbands vertritt diesen bei der europäischen European Universities Debating Championship und der internationalen World Universities Debating Championship.
Gemeinsam mit der Deutschen Debattiergesellschaft ist der VDCH Herausgeber der Achten Minute, einem mehrsprachigen Magazin der europäischen Debattierszene.

## Turniere
In Kooperation mit verschiedenen Partnern veranstaltet der Verband jedes Jahr bundesweite Turniere im Debattieren, von denen eines als Saisonhöhepunkt die Deutschsprachige Debattiermeisterschaft (DDM) ist. Im Rahmen der Campus-Debatten vergibt der VDCH auch die Regionalmeisterschaften im Debattieren.
Die Turniere des VDCH werden fast ausschließlich in den Formaten Offene Parlamentarische Debatte  und British Parliamentary Style ausgerichtet. Das Format der DDM alterniert jedes Jahr zwischen diesen beiden. Die Regionalmeisterschaften orientieren sich an diesem Rhythmus.

### Liste der Sieger der Deutschsprachigen Debattiermeisterschaften
- 2001: Münster (Trinh Le und Kira Heyden)
- 2002: Berlin (Christian Blum und Frederik von Rumohr)
- 2003: Mainz (Simon Herrmann, Christian Rauda und Hanna Kaspar)
- 2004: Heidelberg Debating (Christian Gollner und Jan Lemnitzer)
- 2005: Freiburg (Eike Hosemann, Marco Ragni und Manfred Kröber)
- 2006: Jena (Mark Hauptmann und Maika Spilke)
- 2007: Mainz (Marcel Giersdorf, Marietta Gädeke und Gudrun Lux)
- 2008: Halle (Marcus Ewald und Torsten Rössing)
- 2009: Magdeburg (Miriam Hauft, Jonas Werner und Hauke Blume)
- 2010: Tübingen (Peter Croonenbroeck und Philipp Stiel)
- 2011: Jena (Clemens Lechner, Moritz Niehaus und Severin Weingarten)[7]
- 2012: München (Marco Witzmann und Valerio Morelli)[8]
- 2013: Heidelberg (Wiebke Nadler, Tom-Michael Hesse und Sven Hirschfeld)[9]
- 2014: Berlin (Christina Dexel und Philip Schröder)[10]
- 2015: Mainz (Nicolas Eberle, Christian Strunck und Sina Strupp)[11]
- 2016: Tübingen (Lennart Lokstein und Konrad Gütschow)[12]
- 2017: Heidelberg (Julius Steen, Peter Giertzuch und Sabrina Effenberger)[13]
- 2018: Berlin (Julian Stastny und Stefan Torges)[14]
- 2019: Tübingen (Dominik Hermle, Joschka Braun und Chiara Throner)[15]
- 2020: Tübingen (Dominik Hermle und Joschka Braun)[16]
- 2021: Berlin (Christof Kebschull, Braedon Lehman und Lara Tarbuk)[17]
- 2022: Freiburg (Jonathan Dollinger und Sonja Soko)[18]
- 2023: Freiburg (Johanna Williams, Zoé Sandle und Robert Wiebalck)[19]
- 2024: Berlin (Chris Gack und Karlin Tabbara)[20]

## Präsident
Dem Präsidenten stehen drei Stellvertreter zur Seite, die zusammen das ehrenamtlich tätige Präsidium bilden.
Präsident der Saison 2024/2025 ist Victor Bervoets.

## Debattierclubs
Die verschiedenen Debattierclubs Deutschlands, Österreichs und der Schweiz werden auf der Website des VDCH aufgelistet.
- Debattierclub Aachen[25]
- Debattierclub Bamberg[26]
- Debattierclub Bayreuth[27]
- Debattierclub Berlin[28][29]
- Debattierclub Bonn[30]
- Debattierclub Coburg[31]
- Debattierclub Dresden[32]
- Debattierclub Eichstätt-Ingolstadt
- Debattierclub Erfurt
- Debattierclub Frankfurt am Main[33]
- Debattierclub Freiburg[34]
- Debattierclub Greifswald[35]
- Debattierclub Göttingen[36]
- Debattierclub Halle[37]
- Debattierclub Hamburg[38]
- Debattierclub Hannover[39]
- Debattierclub Heidelberg[40][41]
- Debattierclub Hohenheim[42]
- Debattierclub Iserlohn
- Debattierclub Jena[43]
- Debattierclub Kaiserslautern[44]
- Debattierclub Karlsruhe[45]
- Debattierclub Kiel
- Debattierclub Köln[46]
- Debattierclub Leipzig[47]
- Debattierclub Mainz[48]
- Debattierclub Magdeburg[49]
- Debattierclub Mannheim[50]
- Debattierclub Marburg[51]
- Debattierclub München[52]
- Debattierclub Münster[53]
- Debattierclub Passau[54]
- Debattierclub Potsdam[55]
- Debattierclub Saar[56]
- Debattierclub St. Gallen (Schweiz)
- Debattierclub Stuttgart[57]
- Debattierclub Tübingen[58]
- Debattierclub Vechta
- Debattierclub Wien (Österreich)[59]
- Debattierclub Würzburg[60]
- Debattierclub Wuppertal[61]
- Debattierclub Zürich (Schweiz)[62]